# Пауль Ахляйтнер
Пауль Ахляйтнер (нім. Paul Michael Achleitner, народився 28 вересня 1956 в Лінці, Австрія) — німецький банкір, голова наглядової ради Deutsche Bank з 31 травня 2012.

## Освіта
Ахляйтнер вивчав бізнес-адміністрування, економіку, право та соціальні науки в Університет Санкт-Галлена, де також отримав ступінь доктора. Він також отримав ступінь магістра ділового адміністрування в Гарвардській школі бізнесу.

## Кар'єра
Ахляйтнер працював у Bain and Company і був керівним директором німецької дочірньої компанії Goldman Sachs. У 2000 році Ахляйтнер приєднався до Allianz AG як фінансовий директор, де він відповідав головним чином за фінанси та інвестиції. Він покинув Allianz у 2012 році після призначення головою наглядової ради Deutsche Bank. Він зберіг підтримку найбільшого акціонера банку, катарського шейха Хамада бін Джасіма бін Джабера Аль Тані, і у 2017 році акціонери підтримали переобрання Ахляйтнера на другий п’ятирічний термін. З 2018 по 2020 рік три роки поспіль він стикався з голосуванням за відсторонення його від займаної посади. Протягом свого перебування на посаді він спостерігав за декількома змінами генерального директора, включаючи Аншу Джайна (2012—2015), Юргена Фітшена (2012—2016), Джона Краяна (2015—2018) та Крістіана Шівінга (з 2018 року).
Згідно з різними опитуваннями, Ахляйтнер був найбільш високооплачуваним головою наглядової ради 30 найбільших компаній Німеччини, які входять до контрольного індексу DAX у період з 2016  до 2018 року. У серпні 2019 року він також придбав майже 1 мільйон євро акцій банку. У Мюнхені він ділить офіс зі своєю дружиною Анн-Крістін Ахляйтнер, Міхаелем Дікманном, Йоахімом Фабером і Петером Льошером.
Ахляйтнер є почесним професором Школи менеджменту WHU-Otto Beisheim у Валлендарі, Німеччина, де він читає курс інвестиційного банкінгу. Він також є головою Експертної комісії з бірж та членом німецької федеральної комісії з німецького кодексу корпоративного управління.

## Інші види діяльності

### Корпоративні рад
- Bayer AG, член наглядової ради (з 2002 р.)[19]
- Henkel AG & Sons, член комітету акціонерів (з 2001), член фінансового підкомітету[20]
- Daimler, член наглядової ради (2010—2020)[21]
- RWE AG, член наглядової ради (2000—2013)

### Некомерційні організації
- Альфред Геррхаузен Gesellschaft Deutsche Bank, голова опікунської ради
- Більдербергська група, скарбник і член Керівного комітету[22]
- Університет Бокконі, член Міжнародної консультативної ради[23]
- Європейський круглий стіл з фінансових послуг (EFR), голова[24]
- Brookings Institution, член Опікунської ради (з 2013 р.)[25]
- Мюнхенська конференція з безпеки, член Консультативної ради[26]

## Особисте життя
Він одружений з Анн-Крістін Ахляйтнер, професором бізнесу в Технічному університеті Мюнхена.